# Thompson-Boling Arena
El Thompson–Boling Arena, es un pabellón multiusos situado en Knoxville, Tennessee. Inaugurado en 1987 y reformado en 2007, es la sede de los equipos de baloncesto masculino y femenino de la Universidad de Tennessee, así como del equipo femenino de voleibol. Tiene una capacidad para 21 678 espectadores. La cancha de baloncesto se denomina The Summitt en honor a la antigua entrenadora de baloncesto de las Lady Vols, Pat Summitt.

## Historia
En términos de capacidad de espectadores, el Thompson–Boling Arena fue uno de los pabellones más grandes construidos específicamente para el baloncesto en Estados Unidos, con una capacidad hasta 2007 de 24 535 espectadores hasta su remodelación en 2007. Comenzó su actividad en la temporada 1987-88 con los equipos masculino y femenino de valoncesto de la Universidad de Tennessee.

## Eventos
A lo largo de su historia ha albergado innumerables conciertos de los grupos más importantes de la música actual. El artista que más veces ha actuado en el recinto han sido George Strait, Rod Stewart y Keith Urban, un total de cinco ocasiones cada uno. Eric Clapton, Eagles, Elton John o Kiss también han actuado allí.